# Ozornik
Ozornik (Megaloglossus) – rodzaj ssaków z podrodziny Epomophorinae w obrębie rodziny rudawkowatych (Pteropodidae).

## Rozmieszczenie geograficzne
Rodzaj obejmuje gatunki występujące w zachodnio-środkowej Afryce.

## Morfologia
Długość ciała 60–82 mm, długość ucha 9–20 mm, długość tylnej stopy 12–13 mm, długość przedramienia 38–49 mm; masa ciała 9–25 g.

## Systematyka
Rodzaj zdefiniował w 1885 roku niemiecki lekarz i entomolog Arnold Andreas Friedrich Pagenstecher w artykule zatytułowanym Megaloglossus Woermanni nov. gen. et spec, opublikowanym w czasopiśmie „Zoologischer Anzeiger”. Gatunkiem typowym jest (oznaczenie monotypowe) ozornik afrykański (M. woermanni).

### Etymologia
- Megaloglossus: gr. μεγας megas, μεγαλη megalē ‘wielki’; γλωσσα glōssa ‘język’[9].
- Trygenycteris (Trygonycteris): gr. τρυγη trugē ‘owoce’; νυκτερις nukteris, νυκτεριδος nukteridos ‘nietoperz’[10].

### Podział systematyczny
Do rodzaju należą następujące gatunki:
| Grafika | Gatunek                 | Autor i rok opisu            | Nazwa zwyczajowa   | Podgatunki         | Rozmieszczenie geograficzne | Podstawowe wymiary                                      | Status IUCN |
| ------- | ----------------------- | ---------------------------- | ------------------ | ------------------ | --- | ------------------------------------------------------- | ----------- |
|         | Megaloglossus azagnyi   | Nesi, Kadjo & Hassanin, 2012 |                    | gatunek monotypowy | Afryka Zachodnia od Gwinei na wschód do Togo; zakres wysokości: 0–760 m n.p.m. | DC: 6,4–8,2 cm DO: bezogonowy DP: 3,8–4,2 cm MC: 9–14 g | LC          |
|         | Megaloglossus woermanni | Pagenstecher, 1885           | ozornik afrykański | gatunek monotypowy | od południowego Beninu i Nigerii na wschód do Demokratycznej Republiki Konga i Ugandy, na południe do północnej Angoli, również wyspa Bioko (Gwinea Równikowa); zakres wysokości: 0–1950 m n.p.m. | DC: 6–7,9 cm DO: bezogonowy DP: 3,8–4,9 cm MC: 10–25 g  | LC          |

Kategorie IUCN:  LC  – gatunek najmniejszej troski. 